# Karbach (Bavière)
Pour les articles homonymes, voir Karbach.
Karbach est une commune du type Marktgemeinde de Bavière (Allemagne), située dans l'arrondissement de Main-Spessart, dans le district de Basse-Franconie.